# Jonathan Edwards (théologien)
Pour les articles homonymes, voir Edwards et Jonathan Edwards.
Jonathan Edwards, né le 5 octobre 1703 à East Windsor (Connecticut) et décédé le 22 mars 1758  à Princeton (New Jersey), est un pasteur, théologien et métaphysicien américain, et un missionnaire auprès des Amérindiens.

## Biographie
Il est « communément reconnu comme étant le premier et le plus important théologien philosophique d'Amérique », et l'un des plus grands intellectuels américains. L'œuvre théologique d'Edwards est très fournie, traitant essentiellement de la défense de la théologie réformée, à la métaphysique du déterminisme théologique et au puritanisme. Il est considéré comme le fondateur de la théologie de la Nouvelle Angleterre. De récentes études ont mis en valeur le fait qu'Edwards ait complètement basé son œuvre sur les concepts de beauté, d'harmonie et d'adéquation éthique, et le fait que les Lumières occupent une place centrale dans son approche.
Il exerça une influence cruciale dans le premier grand réveil, et supervisa les commencements du réveil religieux en 1733-1735 à son église de Northampton au Massachusetts. Edwards délivra le sermon « Sinners in the Hands of an Angry God », un classique des débuts de la littérature américaine, lors d'une autre vague de réveil en 1741, à la suite de la visite de George Whitefield dans les Treize colonies. Il est largement connu pour beaucoup de ses œuvres : The End For Which God Created the World, The Life of David Brainerd, qui servit à inspirer des milliers de missionnaires à travers le XIXe siècle, et Religious Affections que beaucoup de réformés lisent même aujourd'hui.
Il remplit les fonctions de pasteur à New York et à Northampton, mais se fit destituer en 1750 à cause de son extrême rigidité. À partir de 1751, il fut missionnaire à Stockbridge au Massachusetts auprès des Indiens mohicans et devint le 16 février 1758 président du collège du New Jersey, qui prit plus tard le nom d'université de Princeton.
Il a laissé, outre plusieurs ouvrages de controverse, un Essai sur les affections religieuses (1746), et des Recherches sur l'idée de liberté (1764), où il défend la doctrine de la nécessité. Ses œuvres ont été publiées à Londres, 1817, 8 volumes in-8, avec un Essai sur ses écrits par Rogers, et une Notice sur sa vie par E. Dwight.
Bien que Jonathan Edwards condamne la traite négrière, il ne s'oppose pas à l'esclavage en lui-même, et avec sa femme ils possèdent plusieurs esclaves.
Il est mort en 1758 des suites d'une inoculation de la variole, peu de temps après le début de sa présidence du collège du New Jersey. Il avait eu trois fils et huit filles et était le grand-père d'Aaron Burr.